# Indian Mountain Fire Lookout
L'Indian Mountain Fire Lookout est une tour de guet du comté d'Adams, dans l'Idaho, aux États-Unis. Situé à 2 211 mètres d'altitude dans les West Mountains, il est protégé au sein de la forêt nationale de Payette. Il est par ailleurs inscrit au Registre national des lieux historiques depuis le 11 août 2022.